# Les Quatre Sœurs Makioka
Pour plus de détails, voir Fiche technique et Distribution.
Les Quatre Sœurs Makioka (細雪, Sasameyuki) est un film japonais réalisé par Kon Ichikawa, sorti en 1983.

## Synopsis
Au printemps 1938, quatre sœurs orphelines, accompagnées de Teinosuke, le mari de Sachiko, sont venues admirer les cerisiers en fleurs à Kyoto. Sachiko est mécontente que sa sœur aînée Tsuruko représente le clan Makioka en tant qu'héritière. Celle-ci a en effet empêché le mariage d'une autre sœur, Yukiko, après avoir trouvé un problème dans le clan du marié.
Cinq ans plutôt, Taeko, la sœur cadette s'était enfuie avec un fils de bijoutier. Un journal avait écrit sur l'affaire, mais avait inversé les noms de Taeko et de Yukiko. Tatsuo, le mari de Tsuruko, avait tenté d'obtenir un démenti du journal sans succès. Depuis, Taeko et Yukiko ont décidé de vivre avec Sachiko.

## Fiche technique
- Titre : Les Quatre Sœurs Makioka
- Titre original : 細雪 (Sasameyuki?)
- Réalisation : Kon Ichikawa
- Scénario : Shin'ya Hidaka, Kon Ichikawa et Matsuko Tanizaki d'après le roman Quatre Sœurs de Jun'ichirō Tanizaki
- Musique : Shinnosuke Okawa et Toshiyuki Watanabe
- Photographie : Kiyoshi Hasegawa (ja)
- Montage : Chizuko Osada
- Décors : Shinobu Muraki
- Production : Kon Ichikawa et Tomoyuki Tanaka (producteurs délégués)
- Société de production : Tōhō
- Pays de production :  Japon
- Langue originale : japonais
- Format : couleur - 1,85:1
- Genre : Drame, romance et historique
- Durée : 140 minutes
- Dates de sortie : 
  - Japon : 21 mai 1983[1]

## Distribution
- Yoshiko Sakuma : Sachiko Makioka
- Sayuri Yoshinaga : Yukiko Makioka
- Yūko Kotegawa : Taeko Makioka
- Keiko Kishi : Tsuruko Makioka
- Kōji Ishizaka : Teinosuke Makioka, le mari de Sachiko
- Jūzō Itami : Tatsuo Makioka, le mari de Tsuruko
- Takenori Emoto : Higashidani
- Ittoku Kishibe : Itakura
- Yonedanji Katsura : Okuhata
- Michino Yokoyama : Itani
- Miki Sanjō : Ohisa
- Taiko Shinbashi : Mme Jinba
- Kayoko Shiraishi : le propriétaire du restaurant
- Kuniko Miyake : tante Tominaga
- Yukari Uehara : Oharu
- Akemi Negishi : Mme Shimozuma
- Toshiyuki Hosokawa : Hashidera
- Akiji Kobayashi : Sentarō Jinba
- Fujio Tokita : Igarashi
- Kazuya Kosaka : Nomura
- Kazunaga Tsuji : Miyoshi
- Jun Hamamura : Otokichi
- Nobuko Sendō : la fille de Hashidera (non créditée)

## Distinctions
Le film a été nommé pour huit Japan Academy Prizes a reçu le prix du meilleur espoir pour Nobuko Sendō (nommée conjointement pour ce film et pour Hakujasho dans lequel elle a un rôle plus important).